# ژانگ لی (بازیکن واترپلو)
ژانگ لی (انگلیسی: Zhang Lei؛ زادهٔ ۹ مهٔ ۱۹۸۸) بازیکن زن واترپلو اهل چین است.
وی در مسابقات کشوری و بین‌المللی در مجموع برندهٔ ۱ مدال طلا، ۱ مدال نقره، ۱ مدال برنز شده‌است.